# Take This Waltz (film)
Take This Waltz is een Canadese speelfilm uit 2011. De film werd geschreven en geregisseerd door Sarah Polley; Michelle Williams, Seth Rogen, Sarah Silverman en Luke Kirby spelen de hoofdrollen.
De titel verwijst naar het gelijknamige lied van Leonard Cohen. Net als Polleys eerste film Away from Her ging de film in première op het Internationaal filmfestival van Toronto.

## Verhaal
Margot (Michelle Williams) ontmoet Daniel (Luke Kirby) op een zakenreis. Op weg naar huis blijkt hij haar nieuwe buurman te zijn. Hoewel Margot gelukkig getrouwd lijkt te zijn met Lou (Seth Rogen), ontwikkelt ze warme gevoelens voor Daniel.

## Rolverdeling
| Acteur            | Personage |
| ----------------- | --------- |
| Michelle Williams | Margot    |
| Seth Rogen        | Lou Rubin |
| Luke Kirby        | Daniel    |
| Sarah Silverman   | Geraldine |

## Ontvangst
De film werd door critici goed ontvangen en genomineerd voor diverse filmprijzen.